# Dienst der Publieke Werken (Amsterdam)

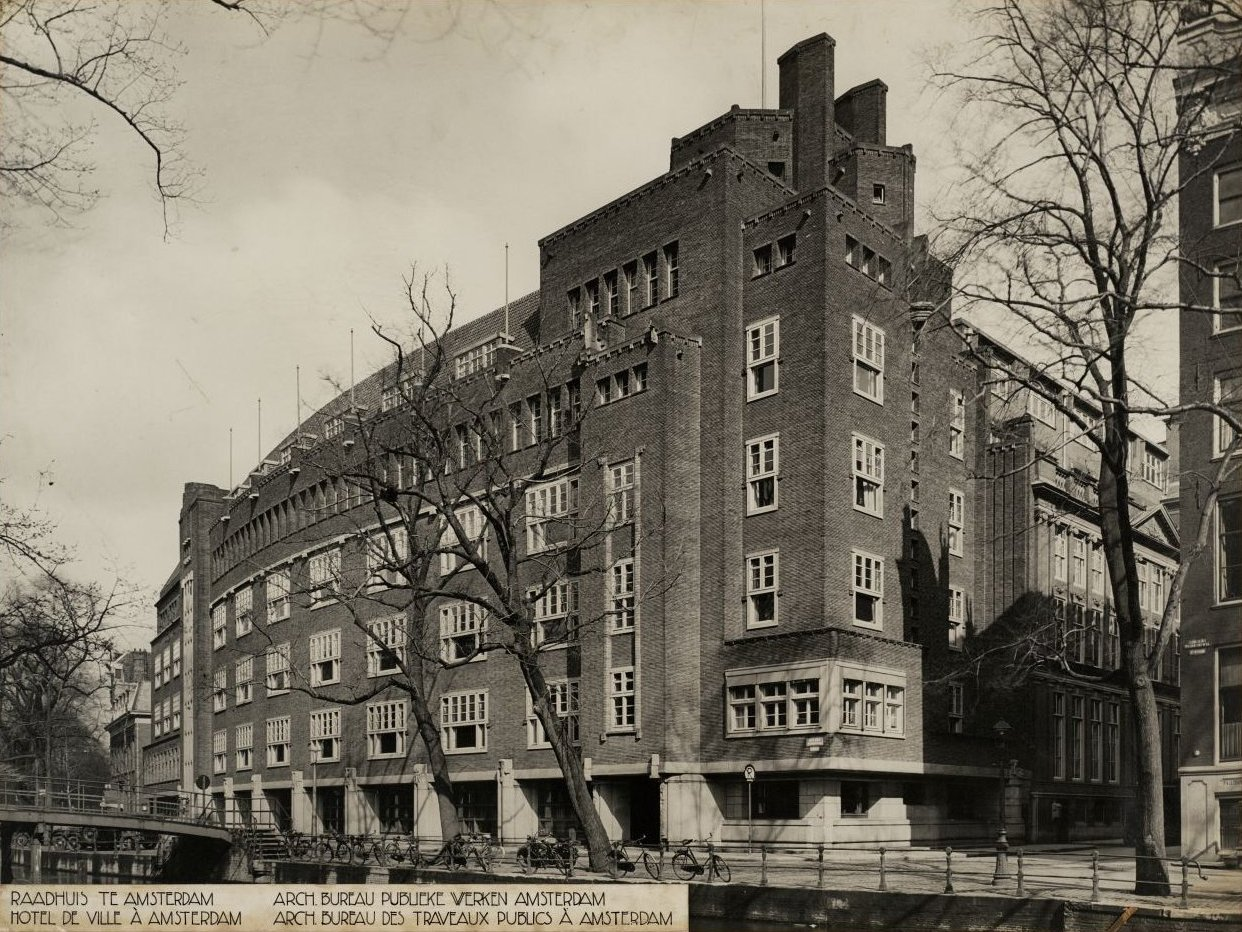
De uitbreiding van het Amsterdamse Stadhuis aan de Oudezijds Voorburgwal in 1926 is een van de vele gemeentelijke gebouwen die door de Dienst der Publieke Werken tot stand is gebracht.

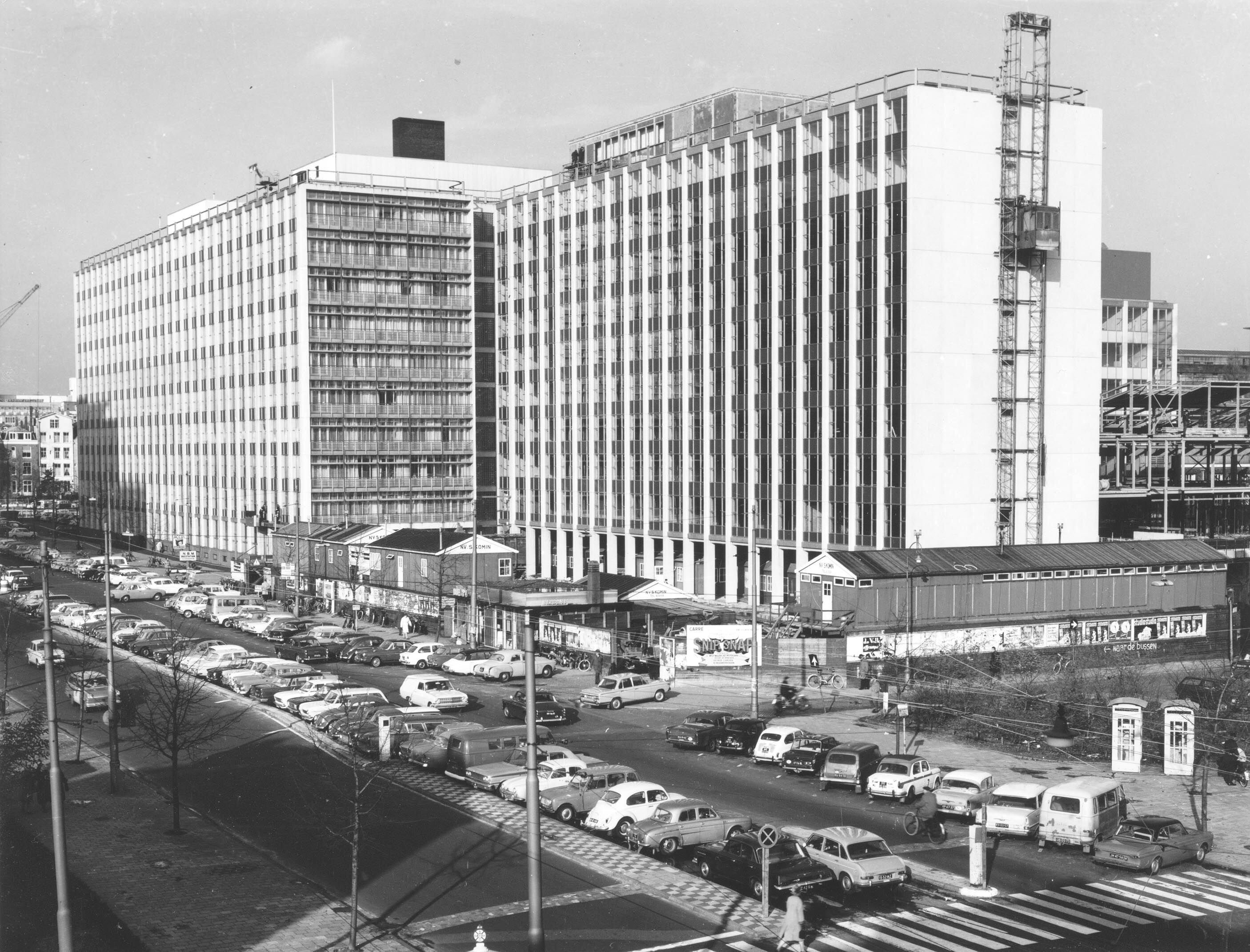
Het Wibauthuis aan de Wibautstraat 3 in Amsterdam-Oost kort voor de voltooiing in 1968, gezien vanuit het zuiden.

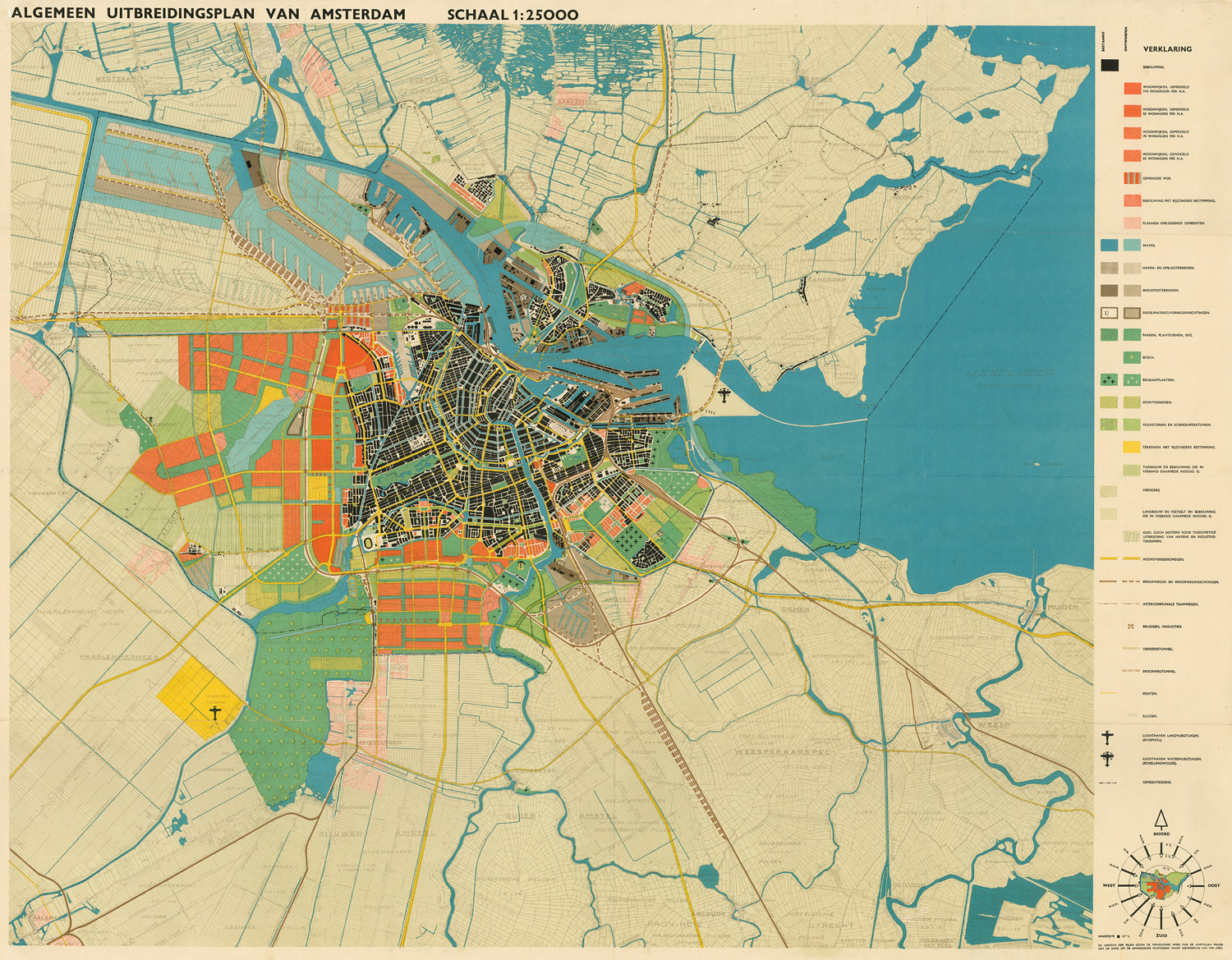
Het door de afdeling Stadsontwikkeling van de Dienst der Publieke Werken ontworpen Algemeen Uitbreidingsplan van 1934 heeft een grote stempel gedrukt op de ontwikkeling van Amsterdam in de tweede helft van de 20e eeuw.

De Dienst der Publieke Werken was een dienst van de gemeente Amsterdam. Deze bestond van 1 mei 1856 tot 1 januari 1980. In 1980 werd Publieke Werken opgevolgd door de Dienst Ruimtelijke Ordening, de Dienst Openbare Werken en het Grondbedrijf. Van 1963 tot het einde was deze gehuisvest in het Wibauthuis aan de Wibautstraat.
Vanaf 1990 werd een groot deel van de taken overgeheveld naar de stadsdelen. Na decentralisatie van de gemeentelijke diensten over de diverse stadsdelen in de jaren negentig, werd het grote gebouw aan de Wibautstraat, een ambtenarenbastion, door de gemeente Amsterdam verlaten en in 2007 gesloopt.
Publieke Werken was een gemeentelijke dienst die zich bezighield met bouwwerken, bruggen, grondmechanica, riolering, gereedmaken van terreinen, wegen en beplantingen en nog vele andere zaken.

## Ontstaan
Publieke Werken (PW) ontstond als gevolg van de aanvaarding van het voorstel van burgemeester en wethouders van de gemeente Amsterdam in de raadsvergadering van 18 januari 1856, waarbij besloten werd tot aanstelling per 1 mei 1856 van een stadsarchitect, een stadsingenieur en een directeur bij de Publieke Werken.
De bedoeling was dat de directeur bij de Publieke Werken de zaken die voor de stadsarchitect en de stadsingenieur te klein en tijdrovend waren zou behandelen. Uiteindelijk werd de directeur na 1873 de superieur en niet de collega van de stadsarchitect en de stadsingenieur.
In februari 1895 werden de administraties van stadsarchitect en de stadsingenieur opgeheven. Alle technische zaken kwamen nu onder de directeur, het comptabel beheer kwam onder de administrateur. De technische dienst werd verdeeld in twee hoofdbureaus. Het eerste, onder leiding van de stadsingenieur (vanaf 1895 de tweede in rang binnen de Dienst), werd belast met de voorbereiding en uitvoering van nieuwe werken, het tweede voerde de onderhoudswerkzaamheden uit. In 1904 werd de verdeling in hoofdbureaus opgeheven en begon men de technische dienst functioneel in afdelingen te organiseren.

## Directeuren
De dienst heeft in de eerste eeuw de volgende directeuren gekend:
- Jacob Verheij: 1856-1873
- Jan Kalff: 1873-1881
- Johannes Abraham Schuurman: 1882-1895
- Constant Lodewijk Marius Lambrechtsen van Ritthem: 1895-1899
- Johan van Hasselt: 1900-1907
- Andries Wilhelm Bos: 1907-1926
- Wichert Arend de Graaf: 1926-1947
- Jacob Eduard van Heemskerck van Beest: 1947-?

### Jacob Verheij
Jacob Verheij (Den Helder, 24 mei 1815 - Amsterdam, 13 mei 1873) was van oorsprong timmerman. Hij was autodidact en was van 1839 tot 1843 werkzaam als opzichter bij de werkzaamheden aan Hondsbossche zeewering. Van juni 1843 tot mei 1856 was hij stadsarchitect van Alkmaar, alwaar hij zich met gasverlichting, wegen- en bruggenaanleg, gebouwen, walmuren, brandweer etc. bemoeide. Van 1 mei 1856 tot aan zijn dood was hij directeur bij de Publieke Werken.

### Johan van Hasselt
Op 15 januari 1900 werd Johan van Hasselt directeur van de Dienst der Publieke Werken. Dat bleef hij tot 1907. In zijn nieuwe werkkring nam Van Hasselt een gestaag uitdijend aantal taken op zich, die vooral samenhingen met het snelle groeiproces dat de hoofdstad aan het eind van de 19de en de vroege 20ste eeuw doormaakte. In 1900 maakte van Hasselt een ontwerp voor de ontwikkeling van Amsterdam-Noord. In dit ontwerp was veel ruimte voor bedrijvigheid, met in de nabijheid enkele woonwijken.

### Andries Wilhelm Bos
In de periode van A.W. Bos (1907-1926) was er een sterke toename van de bevolking van Amsterdam (van circa 565.000 inwoners begin 1907 tot circa 725.000 inwoners begin 1927; in 1870 was dit circa 270.000, in 1889 circa 400.000 inwoners). De oppervlakte van de stad groeide sterk. Het verkeer werd drukker en veranderde van aard door paarden getrokken voertuigen werden vervangen door elektrische trams en auto's. Het aantal ambtenaren van PW steeg van 210 tot 470, het aantal werklieden van 760 tot 1110.
Wat de afdeling 'gebouwen' betreft kan men een periode tot en na 1915 onderscheiden. Uit de eerste periode stammen gebouwen die werden gerekend als typisch te behoren tot de door PW te ontwerpen gebouwen: Hoofdbureau van Politie, Derde ambachtsschool, palmen- en varenkas van de Hortus Botanicus, Laboratorium van Plantkunde, Kinderkliniek met Administratiegebouw Binnen Gasthuis, Tweede Werk- en Leerschool, Laboratorium voor de Gezondheidsleer.
De afdeling 'gebouwen' was toen nog klein: één architect had de dagelijkse leiding; andere architecten waren er niet, zodat het ontwerpen vaak moest worden overgelaten aan opzichter-tekenaars. In 1916 werd vastgesteld dat alle gemeentebedrijven altijd hun werken moesten opdragen aan PW ter uitvoering, uitzonderingen daargelaten. De afdeling werd toen gereorganiseerd en 10 jaar later telde het bureau 9 architecten op 100 man personeel.

## Architecten
De dienst der Publieke Werken van de gemeente Amsterdam werd voortvarend geleid door ir. A.W. Bos die bewondering had voor het beleid van de stad Wenen waar door architect Otto Wagner moderne kunstenaars waren ingeschakeld bij de stadsontwikkeling. Bos probeerde zijn dienst eveneens met andere dan bouwkundige krachten te versterken. Een daarvan werd Hildo Krop die samen met architecten als M. de Klerk, N. Lansdorp, C.J. Blaauw en P.L. Kramer met name Amsterdam-Zuid zijn karakteristieke en homogene stadsbeeld heeft gegeven.

## Amsterdamse School

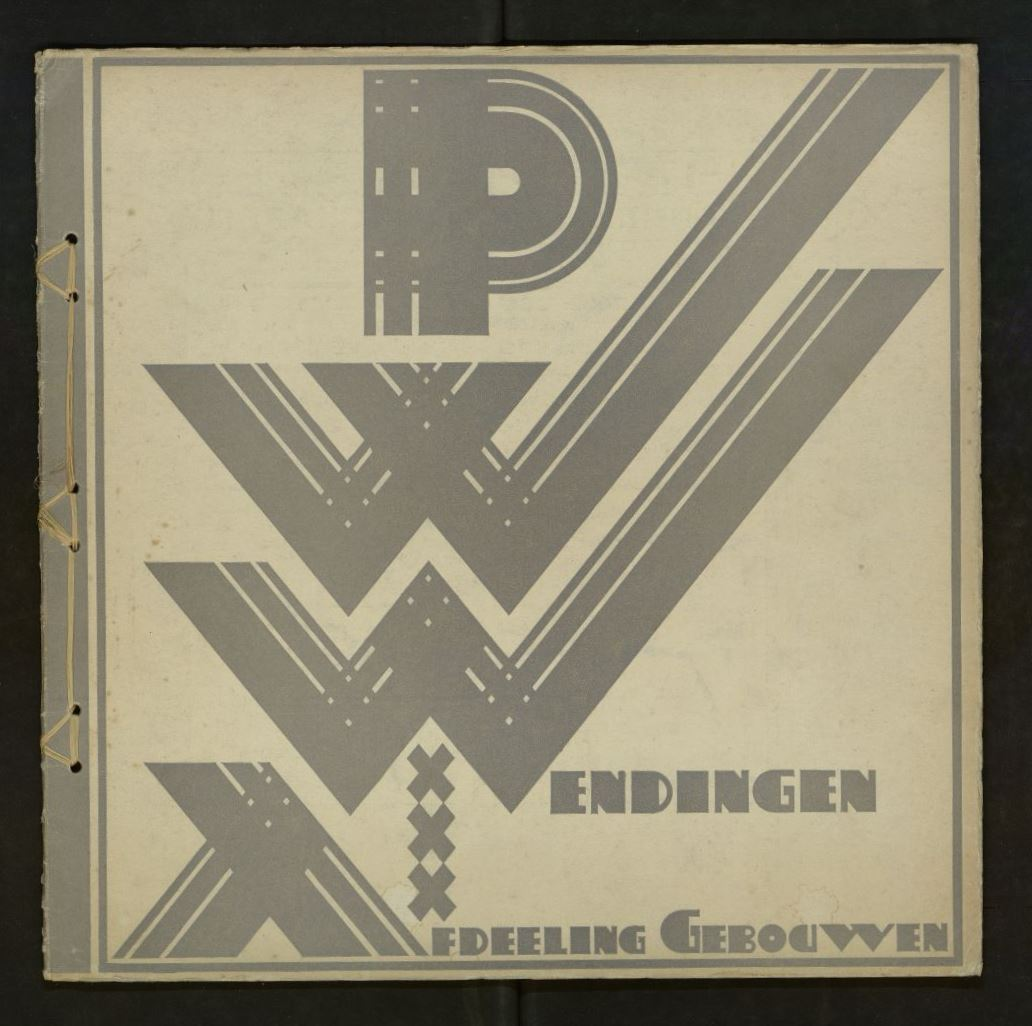
Themanummer van het tijdschrift Wendingen (1927) over de Afdeling Gebouwen

De Afdeling Gebouwen van de Dienst der Publieke Werken stelde zich aan het begin van de twintigste eeuw open voor nieuw en jong talent.
In 1911 werd de architect J.M. van der Mey in dienst genomen als 'artistiek adviseur' om het artistieke en esthetische niveau van de bij de dienst werkzame architecten te bewaken en zo nodig te verhogen. Vanwege het vele werk werd er ook al snel een assistent voor hem aangesteld in de persoon van de architect Piet Kramer. Ook architect Michel de Klerk tekende verschillende ontwerpen voor de Publieke Werken. Van der Mey, De Klerk en Kramer zouden aan de wieg staan van de Amsterdamse School. De Dienst der Publieke Werken wordt daarom ook weleens gezien als een van de 'laboratoria' van deze stroming.

## Amsterdamse bruggen

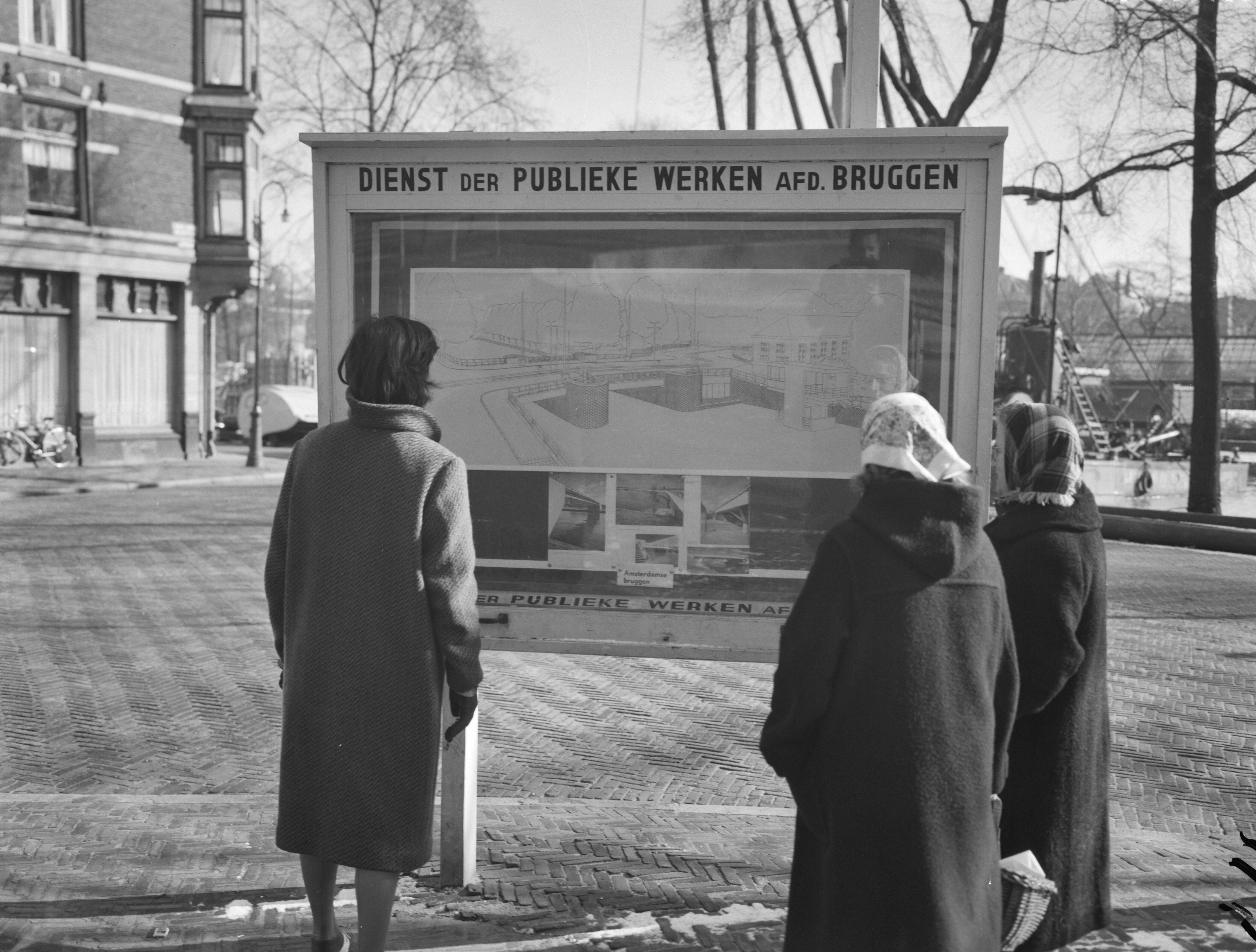
Een paar dames bestuderen aandachtig een plakkaat met de bouwtekening van de nieuw te bouwen M.S. Vaz Diasbrug

P.L. Kramer (1881-1961) werd al in 1917 door ir. Wichert Arend de Graaf benoemd tot esthetisch adviseur bij de afdeling bruggen van de Dienst der Publieke Werken. Hij zou deze functie tot 1952 blijven vervullen. Zijn taak was de nieuw te bouwen bruggen een esthetisch verantwoorde vorm te geven. In de periode van 1917 tot 1952 heeft Kramer vrijwel alle Amsterdamse bruggen (circa 500) ontworpen. Onder dit aantal vallen ook de 64 bruggen in het Amsterdamse Bos. Bij de bruggen in de stad ontwierp hij ook vaak de bijbehorende brughuisjes, het smeedwerk en zelfs het beplantingsplan. Het beeldhouwwerk werd meestal door Hildo Krop verzorgd.

## Straatmeubilair
Naast het ontwerpen van gebouwen hield Publieke Werken zich vanaf het begin bezig met het ontwerpen van brugwachtershuisjes, aanplakborden en urinoirs etc. Later bij het opkomen van de elektriciteit in huishouden en industrie, kwamen daar ook lantaarnpalen, elektriciteitshuisjes, tramhaltes en kabelkasten bij. Al het straatmeubilair werd ontworpen in de geest van de Amsterdamse School waarbij expressie en het toepassen van fantasievolle decoratie de boventoon voerden. In de jaren dertig trad een verstrakking op in de ontwerpen.
Er werd voor het straatmeubilair gestreefd naar individuele ontwerpen voor bepaalde locaties op de ontwerpen voor lantaarnpalen en brievenbussen na waarin de architect P.L. Marnette en de sierkunstenaar Anton Kurvers wel streefden naar een gestandaardiseerde productie. Massaal verschenen de lantaarnpaal PW '24, de staande, ronde blauwe girobussen, de groene GEB-transformatorkasten en de brandmelders en afvalemmers voor de Stadsreiniging daarom in het stadsbeeld.

## Afdeling Stadsontwikkeling
Door de enorme bouwactiviteiten van gemeente, van woningbouwverenigingen en particulieren ontstond de noodzaak verschillende plannen en ontwerpen te coördineren. In 1928 werd bij de dienst der Publieke Werken een afdeling opgericht voor stadsontwikkeling en uitbreiding. De afdeling kreeg tot taak het ontwerpen van uitbreidingsplannen; daarnaast deed zij onderzoek naar de verschillende factoren, die de ontwikkeling van de stad bepaalden. In 1934 verscheen het Algemene Uitbreidingsplan, dat sinds 1931 in elkaar opvolgende rapporten was gepubliceerd.
Het plan zette lijnen uit betreffende wonen, industrie en nijverheid, verkeer en recreatie tot aan het jaar 2000. Aan het begin van de eeuw werd men zich bewust van het belang van goede mogelijkheden voor sport en recreatie. De raad achtte het wenselijk terreinen en velden voor dit doel aan te leggen en in te richten. Vanaf 1914 werden de bemoeienissen aangaande de openbare speeltuinen een taak van de afdeling Publieke Werken. Tot slot nog enkele kleinere wijzigingen en toevoegingen: in 1918 werden de aangelegenheden betreffende de Stadsdrukkerij overgebracht naar de afdeling Gemeentebedrijven (13). In 1919 werd de afdeling belast met de gemeentelijke turfvoorziening in verband met de brandstoffennood. Van belang is ook de Monumentenverordening, die in 1927 in de raad werd aangenomen. Hierbij werd een lijst gevoegd van percelen die volgens deze verordening behouden moesten blijven.

## Erfenis
PW heeft veel werk tot stand gebracht. Met name de infrastructurele modernisering van de stad, riolering, waterleiding, gas, elektra, telefonie en openbaar vervoer, is destijds daadkrachtig en met kennis van zaken ten uitvoer gebracht. Ook de grote stadsuitbreidingen van de twintigste eeuw, het Plan Berlage en het Algemeen Uitbreidingsplan, heeft PW met grote zorg gerealiseerd.